# Eberardo Villalobos
Eberardo Marcelino Villalobos Schade (1º aprile 1908 – 26 giugno 1964) è stato un calciatore cileno, di ruolo attaccante.

## Carriera
In carriera, Villalobos giocò per la squadra cilena dei Deportes Rangers.
Con la Nazionale cilena, Villalobos disputò il Mondiale 1930 in Uruguay, prendendo parte a tutte e tre le partite giocate dal Cile.